# Витевский, Василий Иванович
Василий Иванович Витевский (24 января 1873, Новая Бинарадка, Самарская губерния — 8 февраля 1938, Куйбышев) — священник Русской православной церкви, священномученик.

## Биография
Родился в семье сельского священника Иоанна Витевского.
После окончания Самарской духовной семинарии служил в различных сельских приходах Самарской епархии.
В 1914—1920 годах — священник Богоявленской церкви в Аманакской слободе (Бугурусланский уезд). С 1921 года служил в Покровске, затем в самарской Петропавловской церкви.

### Аресты
Первый раз арестован 11 декабря 1928 года. 29 декабря по статье 58-10 Уголовного кодекса РСФСР приговорён к трёхгодичной ссылке в Саратовскую область.
Вторично арестован 25 декабря 1930 года в Покровске. В августе 1931 года за принадлежность к «контрреволюционной повстанческой церковной организации, ставившей своей целью свержение советской власти» осуждён на 10 лет ИТЛ. В 1931—1933 годах находился на Беломорканале, освобождён досрочно, до 1936 года — в ссылке.
Арестован в третий раз 30 ноября 1937 года в Куйбышеве. За участие в «подпольной контрреволюционной церковно-сектантской организации» приговорён к расстрелу. Расстрелян 8 февраля 1938 года. Похоронен в общей безымянной могиле.
В 2000 году канонизирован как новомученик и исповедник Российский.